# 18088 Roberteunice
18088 Roberteunice è un asteroide della fascia principale. Scoperto nel 2000, presenta un'orbita caratterizzata da un semiasse maggiore pari a 2,3333805 UA e da un'eccentricità di 0,1055704, inclinata di 3,31602° rispetto all'eclittica.